# Cethegus ischnotheloides
Cethegus ischnotheloides är en spindelart som beskrevs av Raven 1985. Cethegus ischnotheloides ingår i släktet Cethegus och familjen Dipluridae.
Artens utbredningsområde är Sydaustralien. Inga underarter finns listade i Catalogue of Life.